# Ball culture
The Ballroom Scene (també coneguda com a Ballroom community, Ballroom culture, o simplement Ballroom) és una subcultura LGBTQ+ clandestina afroamericana i llatina que es va originar a la ciutat de Nova York. Tot va iniciar-se a finals del segle xx. Drag queens llatines i negres van començar a organitzar els seus propis concursos (certàmens de bellesa) per tal d'evadir el racisme que havien experimentat en els circuits ja establerts. Malgrat que fossin circuits amb integració racial, els jutges eren generalment blancs.

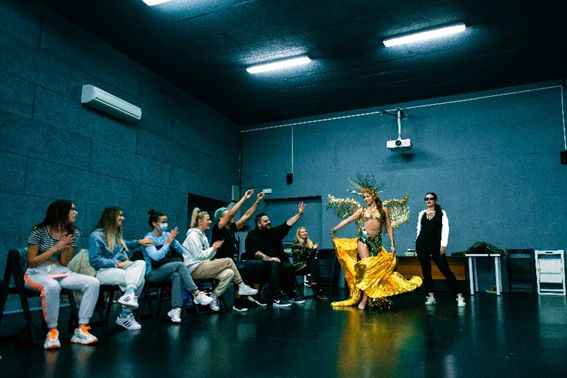
Workshop de Vogue. Assaig de ballroom

Als inicis, el ballroom mantenia una estructura similar a la dels certàmens de drags queens. La inclusió d'homes gais i dones trans fou el que transformaria l'escena ballroom i la convertiria en un espai lliure i inclusiu on les persones de la comunitat LGTBIQ+ podrien participar en una gran multitud de categories.
Els participants «caminen» (competeixen) en aquestes categories amb l'objectiu d'obtenir trofeus, premis en metàl·lic i el reconeixement de la comunitat. La gran majoria dels participants de Ballroom pertanyen a grups coneguts com a «cases», families escollides amb les quals formen relacions i comunitats separades de les seves famílies d'origen.

## Cases
Les cases (en anglès: houses). Funcionen com a famílies alternatives. Estan formades, generalment, per persones LGBTIQ+ negres i llatines. Ofereixen refugi a aquelles persones a les quals el sistema deixa de banda. Les cases estan controlades i dirigides per «mares» i «pares». Aquestes figures parentals, sovint, són membres antics I experimentats de l'escena ballroom. Acostumen a ser drag queens, homes gais o dones transgènere. S'encarreguen de proporcionar orientació i suport als seus «fills» (en anglès: children). Els fills que formen part d'una mateixa casa reben el nom de «germans» (en anglès: siblings).
Totes les cases van fundar-se a ciutats nord-americanes (principalment del nord-est). Ciutats com Nova York, Newark, Jersey City, Filadèlfia, Baltimore, Washington DC, Atlanta i també com Chicago, Oakland i Califòrnia.
Les cases que guanyen trofeus i aconsegueixen el reconeixement de la comunitat després d'anys de participació (sovint deu anys) aconsegueixen el rang de llegendàries. Les cases amb més de 20 anys de participació són considerades icòniques.
Els membres d'una casa adopten el nom de la seva casa com a cognom. Els que no estan a una casa porten el cognom de "007".

### Cases destacades
Algunes de les cases més conegudes són:
- Royal House of LaBeija: fundada per Crystal LaBeija,[10] cofundadora de la cultura ballroom, i encapçalada per Peper LaBeija als anys 1980 i 1990.[11][12][13][14]
- Gorgeous House of Gucci[7] fundada per Gorgeous Jack Mizhari Gucci, Kelly Mizhari Gucci, Marlon Mizhari Gucci i Trace Gucci
- House of Amazon: fundada per Leiomy Maldonado[15]
- House of Aviance: fundada per Mother Juan Aviance[16]
- House of Balenciaga: fundada per Harold Balenciaga[17]
- House of Dupree: fundada per Paris Dupree, ja no vigent (actualment)[18]
- House of Ebony: fundada per Larry Prelow Ebony i Richard Fears Ebony
- House of Ferré:[7] fundada per Milan Christopher
- House of Garçon: fundada per Whitney i Shannon Garçon[19]
- House of Ladosha:[20] fundada per La Fem LaDosha i Cunty Crawford
- House of Latex
- House of Maison Margiela: fundada per Vini Margiela
- House of Mizrahi: fundada per Andre Mizrahi[21]
- House of Lanvin: fundada per Meechie i Keeny Lanvin
- House of Mugler: fundada per David, Raleigh i Julian Mugler[22]
- House of Ninja: fundada per Willi Ninja[23]
- House of Xtravaganza: fundada per Hector Valle, però, sobretot, dirigida per Hector Xtravaganza i Angie Xtravaganza als 1980.
- Royal House of Nina Oricci: fundada per Gillete i Omari Mizhari Oricci
- Undeniable House of Basquiat: fundada per Dashaun Wesley
- House of Revlon: fundada per Tony revlon
- House of West: fundada per James West i Anthony West
- House od Du'Mure Versailles: fundada per Aaliyah Du'Mure Versailles i Scott Alexander Du'Mure Versailles
- House of Balmain: fundada per Rodney Balmain

## Competició
A les competicions, les cases participen en una gran quantitat de categories, que el «ball» determina. Els participants es vesteixen segons el que requereix la categoria en la qual competeixen. Les directrius (normes de participació) i les categories són triades per pels promotors del «ball». El «dress-code» d'una categoria determinada pot o no concordar amb la temàtica general del «ball». S'espera que els participants es mostrin fidels al que demana cada categoria.
L'extensió dels «ball» és variada. Trobem els «mini balls» (caracteritzats per una secció curta de categories, algunes «caminades», i una durada aproximada d'entre una o dues hores), els esdeveniments més sonats (esdeveniments «mainstream» amb gairebé totes les categories del ballroom, un gran nombre de participants, i una durada superior a les 4 hores fins a les 8 hores), entre altres tipus de «ball».

### Categories
Les categories es divideixen segons les característiques dels participants. Les característiques determinades de cada categoria apareixen especificades en fullets de paper que es donen als participants. Aquestes característiques són:
- Femme Queens (FQ): dones trans
- Butch Queens (BQ): homes gais
- Transmen: homes trans
- Drags: artistes drag
- Women: dones cis
- Masculine figure: engloba aquelles figures masculines (reines butch i homes trans)
- Female figures: engloba aquelles figures femenines (femme queens, drags i women)
- Open to all: tothom pot participar-hi

Algunes categories són:
- Voguing: utilitzen els elements de la dansa vogue (dansa inspirada en la revista de nom homònim), catwalk (forma femenina exagerada de caminar, movent els malucs de banda a banda), duckwalk (consisteix a ajupir-se sobre els talons I caminar/avançar mentre avances al ritme de la música), floor performance (girar i moure's per terra sensualment per cridar l'atenció del jurat), spins and dips (girs i caigudes a terra al beat de la música).[26] Aquesta categoria té les següents variants:
  - Virgin Vogue: categoria de vogue per a participants que fa menys d'un any que el ballen
  - Beginner's Vogue: categoria de vogue per a participants que fa menys de dos anys que el ballet.
  - Hand Performance: es jutja segons el domini dels participants del moviment amb les mans. S'utilitzen per a explicar una història.

- Old Way: jutjat per la capacitat dels participants per interpretar l'estil original de voguing (estil popularitzat als anys vuitanta).

- New Way: es valora la capacitat dels participants per realitzar la versió actualitzada de l'Old Way (sobretot control dels braços i la flexibilitat).

- FQ (femme queen) Realness: es jutja per la capacitat de dones transsexuals (no drag queens o dones cisgènere) de semblar I "fer-se passar" per dones cisgèneres.
- BQ (butch queen) Realness: es jutja per la capacitat de dones cisgèneres (no homes cisgèneres o homes trans) de semblar i "fer-se passar" per homes. La categoria de BQ Realness es divideix a més en subcategories:
  - Schoolboy: aquells que tenen l'aspecte/comportament d'un estudiant universitari.
  - Thugs: aquells que tenen l'aspecte/comportament d'un home negre hipermasculí.
  - Pretty Boy: aquells que tenen l'aspecte/conducta d'un metrosexual.
  - Executive: aquells que tenen l'aspecte/conducta d'un gran home de negocis (corporate America).
  - Transman
- Realness With a Twist (Twister/RWT): es jutja per la capacitat dels participants per transmetre la realitat (és a dir, realness - categories anteriors) seguida de la capacitat d'aquests mateixos participants per ballar vogue.
- Runway: es jutja per la capacitat dels participants per caminar com una supermodel. La pista queda dividida en dues categories diferents: 
  - European: aspectes femenins.
  - All-American: aspectes masculins
  - Tots dos aspectes de «Runway» requereixen sovint que els participants crein un vestuari. Aquests vestuaris es coneixen com a «effects». La categoria «Runway» té les següents variants:
    - Virgin Runway – participants que porten menys d'un any competint
    - Beginner's Runway – participants que porten menys de dos mesos competint

- Bizarre: es jutja la creativitat dels participants per dissenyar un vestuari over-the-top/out-of-the-box (sorprenent i original) basat en el tema o els paràmetres de la categoria.
- Labels: es valora per les marques de roba que porta un participant, la seva autenticitat i la seva persona en totalitat.
- Face: es jutja en base de la pell i la «simetria dels trets facials» del participant. Incloses les dents, els ulls, el nas, els llavis i la línia de la mandíbula, així també, com la capacitat dels participants de «vendre» la seva cara. La categoria Cara té les següents variants:
  - Face with Performance: jutjada per la capacitat d'un participant per «vendre» la seva cara utilitzant «hand performance», «duckwalk» i «catwalk».
  - Washed Face: els participants no porten cap mena de maquillatge, cara plenament nua.
  - New Face: Participants que competeixen, en aquesta categoria, per primer cop (debut).
- Sex Siren: es jutja l'atractiu sexual dels participants i la capacitat de persuadir, provocar i excitar els jutges. Alguns participants es despullen, d'altres fan balls eròtics i alguns combinen els dos per intentar guanyar.[27]
- Body: jutjat per la forma/definició del cos. La categoria té dues variants:
  - Woman's Body / FQ Body: aquesta categoria és específica per als cossos gruixuts, amples i amb corbs.
  - BQ Body: jutjat per la definició corporal i per la simetria muscular. Aquesta categoria recorda al culturisme.
- Commentator vs. Commentator: Permet als aspirants i als «emcees» (coneguts també com a comentaristes) mostrar la seva capacitat per comentar/cantar sobre el beat de la música.
- Butch Queen up in Pumps: jutjat per la capacitat d'una BQ de mantenir-se equilibrada en talons.
- Best Dressed: jutjat per la capacitat d'un participant per crear un vestit que s'adapta, a la perfecció, als paràmetres de la categoria.
- Legendary/Iconic: qualsevol de les categories anteriors exclusivament per a aquelles cases que tenen el rang de legendary o icon.

## Història
Genny Beemyn va escriure al seu llibre «Trans Bodies, Trans Selves» que els membres de la comunitat LGBTQ+ de les grans ciutats a finals del segle xix van començar a organitzar els balls fent «drag» oposant-se així, de manera directa, a les lleis que els prohibien portar roba del gènere oposat.
William Dorsey Swann (la primera artista drag reconeguda) va organitzar diversos balls a Washington, DC durant les dècades de 1880 i 1890. La majoria dels assistents d'aquests balls van ser homes que abans havien estat esclavitzats. Aquests esdeveniments eren secrets, les invitacions sovint es feien en llocs com el YMCA (associació cristiana d'homes joves). Swann va ser arrestat nombroses vegades, inclòs en el primer cas documentat d'arrestos per «imitació d'una dona» (female impersonation, drag performance), el 12 d'abril de 1888.

En el seu assaig «Spectacles of Colors», Langston Hughes descriu la seva experiència en un "drag ball" celebrat a Nova York als anys vint.

| «                 | "Strangest and gaudiest of all Harlem spectacles in the '20s, and still the strangest and gaudiest, is the annual Hamilton Club Lodge Ball at Rockland Palace Casino. I once attended as a guest of A'Lelia Walker. It is the ball where men dress as women and women dress as men. During the height of the New Negro era and the tourist invasion of Harlem, it was fashionable for the intelligentsia and social leaders of both Harlem and the downtown area to occupy boxes at this ball and look down from above at the queerly assorted throng on the dancing floor, males in flowing gowns and feathered headdresses and females in tuxedoes and box-back suits." | » |
| — Langston Hughes | |   | 
| «                 | traducció al català: "Els balls són els espectacles més estranys i cridaners de Harlem dels anys vint. Però, encara més estrany i cridaner, és el Hamilton Club Lodge Ball anual celebrat al Rockland Palace Casino. Una vegada, vaig assistir-hi com a convidat d'A'Lelia Walker. És el "ball" on els homes es vesteixen de dones i les dones d'homes. Durant el moment àlgid de l'era New Negro (renaixement del barri de Harlem) i la invasió turística de Harlem, era usual que la intel·lectualitat i els líders socials, tant de Harlem com del Lower Manhattan, ocupessin les llotges i miressin (amb condescendència i des de dalt) l'estranya, peculiar i variada multitud. Veien homes amb vestits lleugers i tocats de plomes i dones amb esmòquing" | » |
| — Langston Hughes | |   |
El primer ball que es va celebrar a la Hamilton Lodge va ser en un moment en què la segregació racial era vigent als Estats Units. Malgrat que el ball fos inclusiu, el racisme va estar ben present. Poc participants negres van ser guardonats i no hi havia cap persona negra al jurat. Es creia que els balls estaven manipulats, de tal manera, que només poguessin guanyar persones blanques.
Com a conseqüència a aquesta discriminació racial, negres i llatins van crear els seus propis balls. La cultura ballroom va començar a florir fora de Harlem (a finals dels anys seixanta) i va estendre's, amb gran rapidesa, a altres ciutats importants dels Estats Units.
El primer cop que es va enregistrar i mostrar la cultura ballroom a un públic general va ser al documental «Paris is Burning» (1990) de Jennie Livingston. Amb l'auge de les xarxes socials, la cultura de la cultura s'ha estès pel planeta i ha arribat a països com el Canadà, el Japó i el Regne Unit.

## Ciutats amb cultura ballroom

### Nova York
Nova York és el nucli de la cultura ballroom de tot el món. Els «cross dressing balls» se celebren, a aquesta ciutat, des de 1920. En aquella època, els participants eren, majoritàriament, blancs. Aquestes competicions es duien a terme dos o tres cops l'any. Les drag queens negres, de vegades, participaven, tot i que difícilment eren guardonades (degut a la discriminació racial).
A la dècada dels setanta, drag queens negres com Crystal Labeija o Lottie (una miga seva) van crear el seu propi «ball» i el titularen House of LaBeija, iniciant així la cultura ball a Nova York. A elles se'ls atribueix la creació de la primera «house» de la cultura ballroom. L'any 1989, la House of Latex es va crear amb una finalitat activista. Volien prendre mesures i unir dos mons diferents (prevenció del VIH i de les MTS amb la cultura ballroom).

### Washington DC
William Dorsey Swann va organitzar diversos balls a la zona de Washington DC durant les dècades de 1880 i 1890.
En el relat, a continuació, trobem descrit el desenvolupament de la culture ballroom i de les drag houses a l'àrea metropolitana de Washington, DC a la dècada de 1960:
| « | Some regular house parties became institutionalized as drag «houses» and «families» The leader, or «mother», often provided not only the opportunity for parties but also instruction and mentoring in the arts of make-up, selecting clothes, lip-synching, portraying a personality, walking, and related skills. Those taught became «drag daughters», who in turn mentored others, creating entire «drag families». Drag houses became the first social support groups in the city's gay and lesbian community. House names often came from addresses of the house 'mother', such as Mother Billy Bonhill's Belmont House at 15th and Belmont NW, or associations with the «mother's» chosen personality, as Mame Dennis's Beekman Place. | » |

Els estils de dansa, que més tard van caracteritzar les drag houses, encara no s'havien desenvolupat en aquella època. Les competicions entre cases es basaven en els components típics de qualsevol espectacle drag (lip-syncs primordialment).
En contrast al que succeïa a Nova York, algunes cases a Washington D.C. (com podem veure a la pel·lícula documental Paris is Burning) estaven dirigides per dones blanques. Drag queens afroamericanes representaven gran part de la comunitat: 
Trobar espais per a celebrar els shows drag i les competicions era un problema constant a la dècada dels seixanta. «The Uptown Loung» (bar i restaurant a Chicago) acollia, mensualment, concursos drag. Més tard, aquest format va ser copiat pel bar «Johnnie's» (situat al Capitoll Hill, també a Chicago). Al «Golden Key Club» se celebrava cada dissabte el «Chunga's drag show».
Un moment molt rellevant per a la cultura ball i el món drag va ser el primer cop que un hotel va acollir una gala. El febrer de 1968, Black Pearl (un empresari drag afroamericà) va celebrar la gala "Black Pearl International Awards" al Washington Hilton. Aquesta gala va ser l'esdeveniment drag més important de l'any.
La comunitat de ball de Washington, DC; està formada principalment per persones afroamericanes i llatines. Molts dels atributs i fets mostrats al documental «Paris is burning» han estat adoptats per la comunitat de Washington D.C. Avui en dia, encara podem trobar espectacles i concursos a l'estil dels que es feien a la dècada dels seixanta.
L'escena ballroom de Washington va ser creada per Lowell Thomas Hickman (també conegut com a Icon Founder Lowell Khanh) i per ICon Eric Christian-Bazaar. La Houde of Khanh va ser la primera casa que es va establir fora de Nova York. Arran de la creació de la House of Khan es va crear la House of Milan.
A la dècada dels noranta, van aparèixer més cases gràcies als esforços de figures com:
1. Twain Miyake-Mugler («pare» de la House of Miyake Mugler)
2. Icon Harold Balenciaga (fundador de la House of Balenciaga)
3. Icons Shannon Garcon i Whitney Garcon (fundadors de la House of Garcon[40] i membres fundadors de The Legendary House of Miyake-Mugler)[41]

La ciutat de Washington acull diversos balls anuals, en els quals els participants competeixen per trofeus i premis en metàl·lic.

### Baltimore
Baltimore té una comunitat de ballroom ben establerta.
L'any 1931, el diari «Baltimore Afro-American» van cobrir, en una de les seves publicacions, un drag ball local. L'article que van publicar exposava de manera detallada els tipus de persones que competien i debutaven a la comunitat.

A la dècada dels trenta, va ser quan la cultura ballroom va començar a desenvolupar-se a ciutats com Chicago, Baltimore o Nova York.
| «                         | The coming out of new debutantes into homosexual society was the outstanding feature of Baltimore's eighth annual frolic of the pansies when the art club was host to the neuter gender at the Elks' Hall. | » |
| — Baltimore Afro-American | |   |

### Filadèlfia
Filadèlfia té, igual que Baltimore, una comunitat de ballroom ben establerta. El primer ball a Filadèlfia es va celebrar l'agost de 1989 i va rebre el nom d'Onyx Ball.
El documental «How Do I Look» se centrava, parcialment, en la comunitat ballroom de la ciutat de Filadèlfia.

### Atlanta
Atlanta té la comunitat de ballroom més destacada de sud de Washington, DC
Diversos balls se celebren cada any a Atlanta. Grans cases, iniciades a altres ciutats importants dels Estats Units, van establir grups («sucursals» o «divisions») a la ciutat d'Atlanta.

### St. Louis
La major part de l'escena ballroom va conviure, fins a independitzar-se, amb l'escena drag. Segons el que es coneix de la història LGTBIQ+ de St. Louis el primer ball va rebre el nom de «Miss Fannie's Artists' Ball» organitzat pel grup social «Jolly Jesters Social Group». El ball va servir per recaptar diners que van ser destinats a institucions caritatives de la comunitat negra. En aquell moment, les participants rebien el nom de «female impersonator» que és el que ara anomenem «drag queens». Avui en dia, trobem una clara distinció entre la cultura drag i la cultura ballroom, malgrat com s'ha dit anteriorment, la gran majoria d'artistes formen part dels dos mons.
A St. Louis també hi ha una escena Kiki, més petita que l'escena drag o l'escena ballroom, però que va emergent de manera progressiva. Un dels organitzadors més coneguts dels balls i dels kikis és Maven Logik Lee i un comentarista (o MC) conegut és Meko Lee Burr. La House Of Ebony va establir un grup a la ciutat de Saint Louis.

## Epidèmia del VIH/SIDA
L'epidèmia del VIH/sida va afectar greument a la comunitat ballroom. Les persones trans negres i els homes homosexuals (HSH, homes que tenen sexe amb homes) són els grups amb major risc de contraure el virus (dels Estats Units). D'entre tots els homes diagnosticats amb VIH, els HSH representen el 78%. Als Estats Units, aquest grup d'homes (HSM) representen el 61%. Els homes negres estan especialment en risc de contraure el virus.
L'any 2009, el percentatge d'HSH negres (d'entre 13 i 29 anys) que van ser diagnosticats amb VIH van augmentar un 48%. Des d'aquell moment, milers de treballadors de l'àmbit de la salut (servei mèdic, metges, ...) van començar a advertir a la població de la importància de la recerca, de l'educació sexual, de l'oferiment de tests gratuïts, etc. Fins i tot, es van celebrar balls per promoure el sexe segur. El ball més conegut va ser el Latex Ball celebrat a la Ciutat de Nova York i organitzat per l'organització Gay Men's Health Crisis (GMHC).
Els investigadors del ProjectVOGUE van mirar més enllà del món del ballroom per poder trobar assistents a assaigs clínics i proves de vacunes (ja que la participació era bastant baixa). Aquesta baixa participació era la mostra de desconfiança de les comunitats afroamericanes i llatines envers el govern (reacció fruit dels projectes patrocinats pel govern com l'experiment de la sífilis de Tuskegee). El ProjectVOGUE estava dirigit per investigadors i professionals d'institucions i espais com: la Universitat de Rochester School of Medicine and Dentistry, Florida International University, el Fred Hutchinson Cancer Research Center i el MOCHA (Men of Color Health Association) Center. Desitjaven crear una aliança/coalició amb les comunitats ballroom de l'oest de Nova York. Volien dur a terme trobades mensuals on mostrar mètodes per a mantenir relacions sexuals sanes (prevenció i tractaments) i alhora educar sobre la vacuna de prova del VIH. A l'inici, per tal que la comunitat assistís a aquestes trobades, els assistents rebien targetes regal de 25 dòlars i vals de transport.
En aquestes trobades també altres temes com l'abús de substàncies (drogues), la prevenció de malalties de transmissió sexual, la violència dins de la comunitat ballroom, entre d'altres. Els investigadors del ProjectVOGUE van reunir 15 pares (fathers and mothers) de diferents cases (houses) per a dur a terme una recerca. Volien saber quins eren els coneixements que tenien sobre el VIH i, alhora, volien encoratjar-los a ensenyar aquestes informacions a les seves respectives famílies (en especial, als seus «children»). Al final d'aquest estudi, els participants van ampliar els seus coneixements sobre VIH, la recerca d'una vacuna per a VIH, etc.
Aquesta és una de les múltiples organitzacions creades, entre la «indústria de la salut» i la comunitat ballroom, amb la finalitat d'encoratjar la prevenció del VIH. El VIH es va endur (i encara s'emporta) una gran quantitat de membres de la comunitat. Tot i això, la comunitat s'ha unit i s'ha fet forta per a celebrar la vida dels seus amics, que ja no hi són, i per lluitar pel canvi.

## Influències
La comunitat ballroom, sobretot la de Nova York, ha influenciat fortament a la nostra societat des dels anys vuitanta (i encara ho fa).

### Dansa

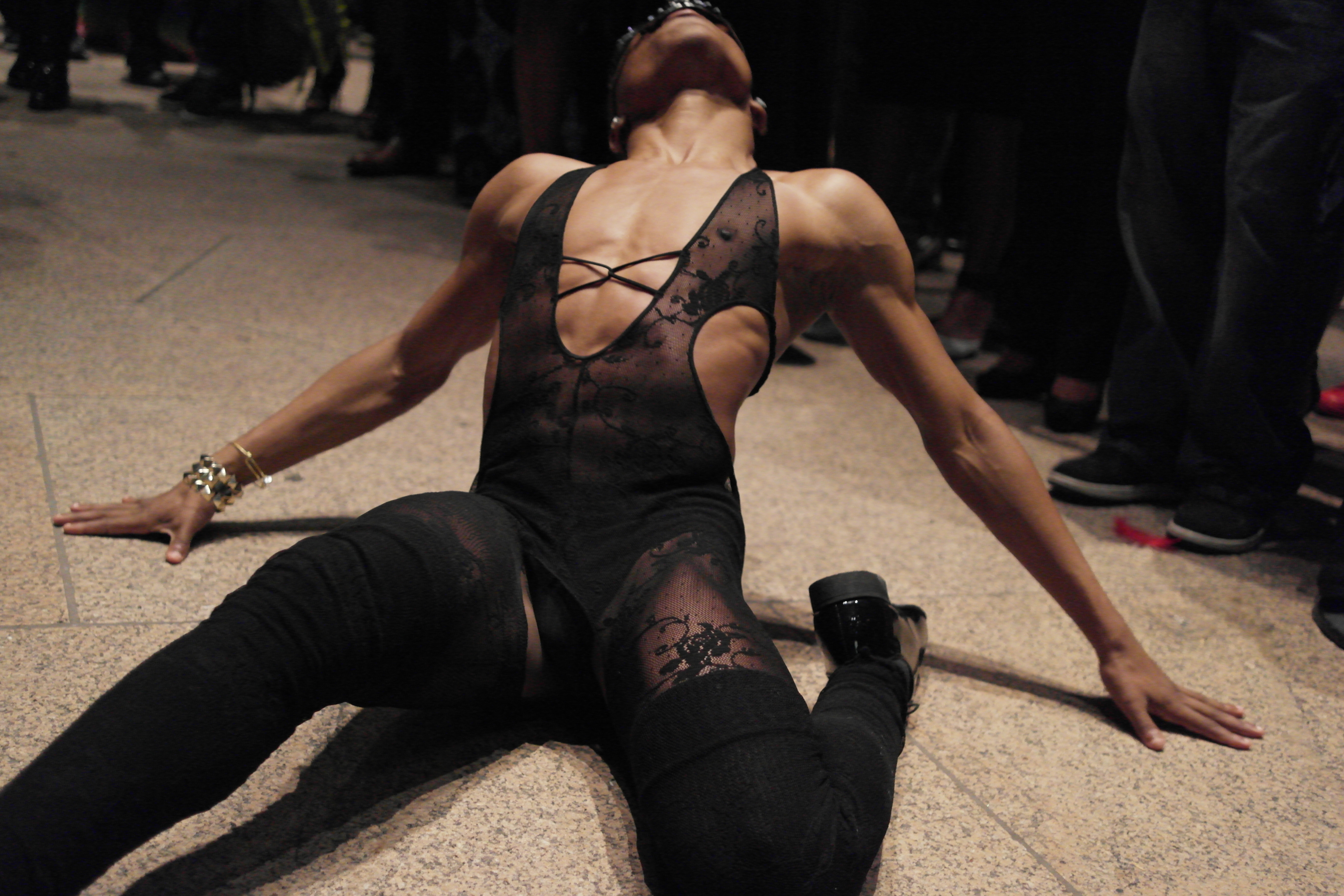
Ball de màscares - vogue

Possiblement, la influència més notable de la cultura ballroom a la nostra societat (societat mainstream) és el voguing. Un estil de dansa originat a Harlem, a la segona meitat del segle xx. Aquest estil ha aparegut a vídeos com:
- Deep in Vogue (1989) de Malcolm McLaren
- Vogue (1990) de Madonna

Un any més tard al vídeo i cançó de Madonna apareixeria el famós documental Paris Is Burning.
El voguing va iniciar-se als drag balls de la comunitat queer negra. Una de les categories d'aquests balls era la de voguing. Aquest estil va rebre el nom de la famosa revista de moda Vogue. Els ballarins han de recrear les posicions de les models, posant èmfasi als braços i als moviments amb les mans. Els ballarins, fins i tot, recreaven escenes/moments com: aplicar-se maquillatge, fer trucades telefòniques, etc. El coreògraf i ballarí Willi Ninja és considerat com l'avi del vogue.

### Llenguatge
El llegat que la cultura ballrom ha deixat al drag actual és molt. El llenguatge originat dins del ballroom és comú i compartit amb el llenguatge del món drag. Alguns dels termes compartits són «reading» («leer la cartilla»), «shade» («crítica») o «spilling the tea» («fer safareig»). L'ús d'aquestes paraules i/o frases s'ha estès gràcies a programes com RuPaul's Drag Race. La idea i estructura de les cases («houses») és entesa i usada per un gran nombre de drag queens, així com les nocions de família i comunitat. Les actituds desafiants (necessàries) que van adoptar les persones negres, llatinoamericanes, queer i trans participants dels balls formen una part essencial de la cultura drag, tal com l'entenem avui en dia.
La manera de parlar pròpia del món del ballroom es va fer servir més enllà dels balls. Era i és usada per persones de la comunitat LGTBIQ+ (argot propi d'aquestes persones), de la indústria de la moda i, fins i tot, algunes expressions són usades al llenguatge més «mainstream»(llenguatge popular i col·loquial).
- Reading (llegir): llegir una persona vol dir destacar, recalcar i exagerar els defectes d'aquesta persona. Ja sigui la seva roba ridícula, fins al seu maquillatge mal fet o qualsevol altre element que el «reader» consideri. Es tracta d'una confrontació intel·lectual i enginyosa, en què el guanyador és aquell que fa riure més a la gent.[64]
- Shade (ombra): aquesta idea va sortir arran del concepte «reading». Shade (o ombra en català) es refereix al fet de llegir a algú (allò que dius, allò que li llences). Quan llegeixes a algú, més que l'objectiu d'insultar-lo el que pretens és fer-li, aparentment, un compliment (però que va amb una crítica amagada).[64]
- Voguing: estil de dansa originat als setanta a Harlem (Nova York). Coneguda, sobretot, gràcies a la figura de Willi Ninja.[65]
- Walking: «caminar la passarel·la» amb la finalitat d'adquirir l'admiració dels concursants i dels espectadors del ball.
- Mopping: robatori de roba, sovint usada per caminar als balls (shoplifting for walking)[65]
- Werk: frase exclamativa usada per a expressar l'admiració i content amb les accions d'algú (manera alternativa de dir «work»).
- Fierce: semblant a «werk», utilitzada per a expressar admiració o celebrar quelcom. Es tracta d'una manera de dir que algú és ferotge, bo allò que fa, increïble, ...
- Butch queen: paraula utilitzada per a definir una persona masculina gai andrògina o una drag queen d'aspecte masculí
- Mother: matriarca d'una house (casa). Aquesta fa de mentora als seus fills. Sovint es tracta d'una «legend» de l'escena ball.
- House: casa formada per un grup d'individus que participen i competeixen als balls. Les houses, sovint, són anomenades i considerades la família escollida/triada.
- Dip: es tracta d'un tipus caiguda a terra realitzada pels ballarins de vogue. També rep el nom de deathdrop o shablam.
- Chop: quan el concursant d'una categoria és desqualificat per un dels jutges.
- Legendary o «Legend»: títol afegit abans del nom d'una persona. Representa anys de treball i dedicació.
- Iconic, o «Icon»: semblant a «legend», aquest és el títol més alt que es pot assolir al món del ballroom. Posseir-lo significa que s'han guanyat innombrables trofeus i que l'individu ha fet moments memorables.
- 007: una persona que no és membre d'una House (casa)

### Música
Un element clau dins dels balls és la musica. Aquesta música es caracteritza per ritmes marcats i accelerats en els quals se superposen "raps" d'un comentarista o emcee. Les lletres, igual que el ritme, són ràpides i estilitzades. Sovint, elogien la feminitat, bellesa, ... amb l'ús d'un llenguatge vulgar caracteritzat per paraules com «cunt» o «pussy». Històricament, la música emprada als balls ha estat lligada a aquells ritmes i estils que escolta la comunitat LGTBIQ+ negra en aquell moment. Trobem des de música disco o house fins a rap o R&B. La música ballroom acostuma a ser superior a 120 pulsacions per minuts i té clara influència africana (això queda reflectit en el ritme).
Actualment, és habitual realitzar remescles (remix o mash-up) amb clàssics com:
- "Work This Pussy" d' Ellis D
- "Cunty" de Kevin Aviance
- "The Ha Dance" de Masters at Work

Discjòqueis com Vjan Allure i MikeQ van ajudar fortament a desenvolupar la música ballroom. El món ballroom ha estat un espai idoni per a la proliferació de noves formes de música house i altres espectres de la música dance electrònica.
A una entrevista de la PBS, MikeQ va dir que la música dels balls va començar com a música house que sonava a les festes. Amb el pas del temps, van emergir característiques que van acabar institucionalitzant-se, com per exemple el «Ha crash» (utilitzar al quart temps del beat) o els comentaris fets pels emcees.
Els «Ha crash» (xocs ha) es duen a terme amb una mena de plat (similar als d'una bateria). Sovint els «Ha crash» són els moments en què els concursants realitzen un «dip» o «deathdrop».
La música de moda de vogue moderna, juntament amb la música house, incorporen elements d'estils com el disco, funk, hip hop, R&B contemporani, club de Jersey i altra música electrònica.
La cultura ballroom ha influenciat a un gran nombre d'artistes queer de hip-hop: Zebra Katz, House of Ladosha i Le1f.

### Moda
La cultura ball ha influenciat «the über-puffed-up peacock sexuality» (en català, sexualitat potenciada que ens fa pensar en un paó). Un professor de la Universitat de Nova York va dir:
| « | Today's queer mania for ghetto fabulousness and bling masks its elemental but silent relationship to even more queer impulses toward fabulousness in the 1980s. | » |

| « | traducció al català: L'afició de les persones queer per als antres fabulosos i les màscares plenes de pedres precioses guarda una relació directa (i sovint silenciosa) amb els moviments queer que es van originar als vuitanta. | » |

### L'entreteniment mainstream
Al setembre de l'any 2006, la cantant Beyoncé va explicar a una periodista de The Independent que se sentia molt inspirada per les cases drag dels EUA. Les considerava una part essencial de la cultura Afroamericana en la qual mai s'havia posat el focus. Reivindicava la figura dels homes gais de classe treballadora que lluïen peces glamuroses (ultra-glamur) a les passarel·les dels balls. Deia que ella tenia dins seu el que tenien aquells homes: confiança en si mateixa i foc al cos.